# 達比 (北卡羅萊納州)
達比（英語：Darby）是位於美國北卡羅萊納州威爾克斯縣的非建制地區。

## 歷史
達比的郵局於1886年設立，其後於1953年停運。

## 地理
達比所處的海拔為高於海平面391米（即1283英呎），而該地所採用的時區為UTC-5，即北美东部时区（EST）。同時該地設有夏令時間，為UTC-5調快一小時，即UTC-4（EDT）。